# François Errault
Pour les articles homonymes, voir Ayrault.
François Errault ou François Ayrault, né à Durtal, et mort le 3 septembre 1544 à Châlons-sur-Marne, est un homme d'État français, garde des sceaux sous François Ier.

## Biographie
Il est reçu conseiller au parlement de Paris le 12 novembre 1532, jusqu'en 1538, puis est pourvu des provisions de l'office de maître des requêtes de l'hôtel le 28 août 1540, en remplacement de Guillaume Budé, décédé. Il devient président en la Cour, établie dans Turin après la conquête du Piémont, en 1542.
Il est nommé garde des sceaux de France, par lettres données à Villers-Cotterêts, le 12 juin 1543, destitué en 1544, il meurt le 3 septembre 1544 à Châlons-sur-Marne, où il se trouvait avec l'amiral d'Annebaut, pour traiter de la paix entre le roi et l'empereur. Il est enterré dans le cœur de la cathédrale de Châlons, où se voit son épitaphe.

## famille
François Errault est le fils cadet d'Antoine Errault, seigneur de Chemans (près de Durtal en Anjou), et de Roberte de Bouillé (mariés en 1480). 
Il a un frère aîné :
- Hervé Errault, maître d'hôtel du duc d'Orléans, marié en 1519 à Marie de Beauvau, dame de Savillé, fille de René de Beauvau et d'Antoinette de Montfaucon-Ris.

François Errault, chevalier, seigneur de Chemans, épouse Marie de Loynes, fille de François de Loynes, conseiller et président des enquêtes au parlement de Paris, et d'Anne le Boulanger, dame de Grigny, dont il eut :
- Jean Errault, seigneur de Chemans, abbé de Saint-Loup de Troyes, mort en 1614, âgé de 89 ans
- Charlotte, mariée à Gilbert Filhet, seigneur de la Curée et de la Roche-Turpin
- Geneviève, mariée à Jacques Morin, seigneur de Loudon, conseiller au parlement de Paris

Les familles, Ayrault d'Angers, et Errault de Chemans, auraient la même origine, et possèdent les mêmes armes : « d'azur à deux chevrons d'or »,.